# Desh
De Desh is een regio in de Dekan in India, in het centrale deel van het Indisch Schiereiland. Het is het droge plateau tussen de West- en Oost-Ghats. Het gebied wordt gekenmerkt door licht glooiend plateaulandschap. 
Het westelijk deel van de Desh ligt in de regenschaduw van de West-Ghats en is zeer droog. Er heerst een steppeklimaat. Naar het oosten toe komt meer savanne-achtige begroeiing voor en in de oostelijke delen komt ook intensieve landbouw voor. Er wordt bijvoorbeeld bonen, suikerriet, katoen, knoflook, uien, tabak en kurkuma verbouwd. De belangrijke rivieren zijn de Tapti, de Godavari en de Krishna. De eerste stroomt van oost naar west, de andere twee van west naar oost.